# Spodnji Podgrad
Spodnji Podgrad (nemško Unterburg) je naselje v Občini Škocjan v Podjuni v Okraju Velikovec na Koroškem v Avstriji.